# Коровка и Петушок
«Коровка и Петушок» (англ. Cow & Chicken) — американский мультипликационный сериал, созданный Девидом Фейсом, повествующий о сюрреалистических приключениях сестры и брата: телёнка по имени Коровка и цыплёнка по имени Петушок в их абсурдном мире. Транслировался на Cartoon Network с 7 июля 1997 года по 24 июля 2000 года. В России также выходил под другим названием — «Корова и Цыплёнок». Номинировался на прайм-таймовую премию «Эмми» в 1998 году.
В большей части приключений главные герои противостоят Красному Парню (англ. Red Guy), который в каждой серии выступает в роли различных персонажей.
В дополнение к основному сюжету также присутствует дополнительный подсериал «Я — горностай», повествующий о Горностае, который талантлив практически во всем и обожаем всеми за свою отзывчивость и добрый нрав, и о Бабуине, который является полной противоположностью Горностая и всячески пытается его превзойти.
Впоследствии «Я — горностай» стал самостоятельным сериалом, как некое продолжение мультсериала. На это указывает несколько фактов: в мультсериале «Я — горностай», как и в мультсериале «Коровка и Петушок», описываются приключения только двух героев, и ещё то, что в мультсериале главные герои сражаются против того же антагониста, что и в «Коровке и Петушке».

## Главные герои
- Коровка — один из двух главных героев мультфильма. Её вес — 600 фунтов, а возраст — семь лет. Брат обычно называет её глупой, однако при этом Коровка часто демонстрирует у себя совершенно неожиданные таланты. У Коровки есть супергеройское альтер эго — Супер Коровка. В случае опасности, в частности, когда её брату грозит опасность, она переодевается в фиолетовый костюм.
- Петушок — старший, 11-летний брат Коровки. Часто попадает в истории, из которых его спасает младшая сестра в облике Супер Коровки.
- Голозад/Голопоп — обычно является в форме представителей власти. Отличительной чертой является умение перемещаться прыжками на ягодицах. Буквальный перевод с английского «Красный Парень» (англ. The Red Guy).
- Флем — лучший друг Петушка. Губы у него всегда накрашены, но, несмотря на это, все считают его очень уродливым.
- Эрл — друг Петушка, носит брекеты.
- Отец — отец Петушка и Коровки, которого никогда не показывают выше пояса (стоит заметить, что в одной или нескольких сериях родителей Коровки и Петушка показали выше пояса — там ничего нет, говорящие ноги).
- Мама (озвучивает Кенди Мило) — мама Петушка и Коровки. Иногда кажется, что она сумасшедшая.

## Роли озвучивали
- Чарльз Адлер[англ.] — Коровка, Петушок, Голозад
- Ховард Моррис[англ.] — Флем
- Дэн Кастелланета — Эрл
- Ди Бредли Бейкер — отец Петушка
- Кэнди Майло — мама Петушка